# International Gran Prix (film)
International Gran Prix è un film muto italiano del 1924 diretto da Amleto Palermi.